# پلاک وسایل نقلیه روسیه

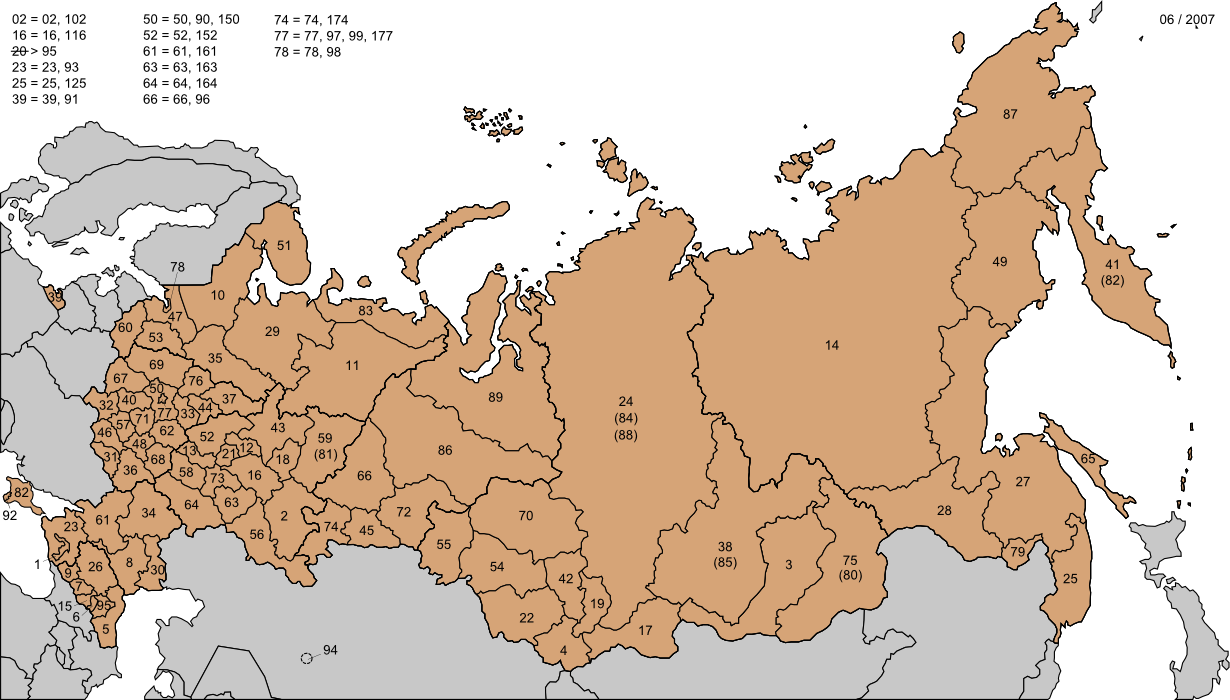

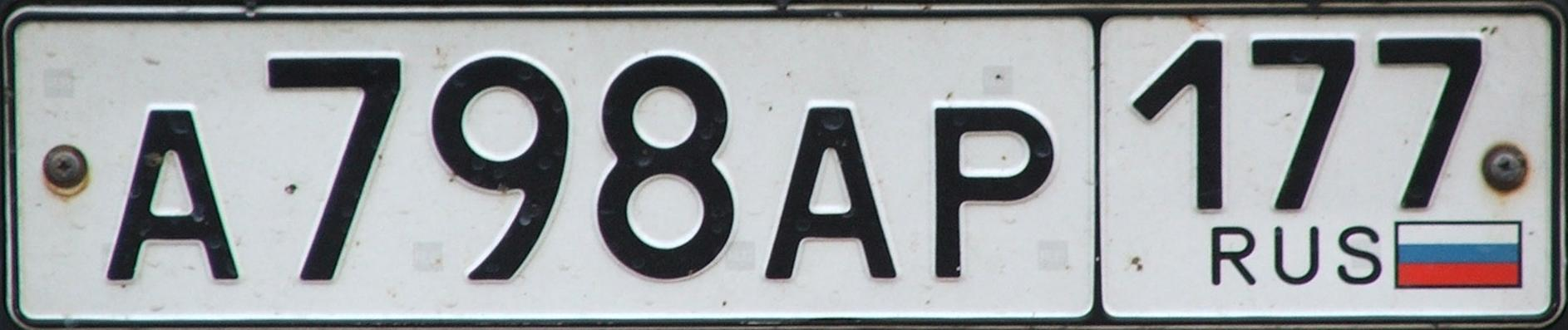
پلاک روسیه در سال ۲۰۰۷ -۱۷۷ ثبت در مسکو.

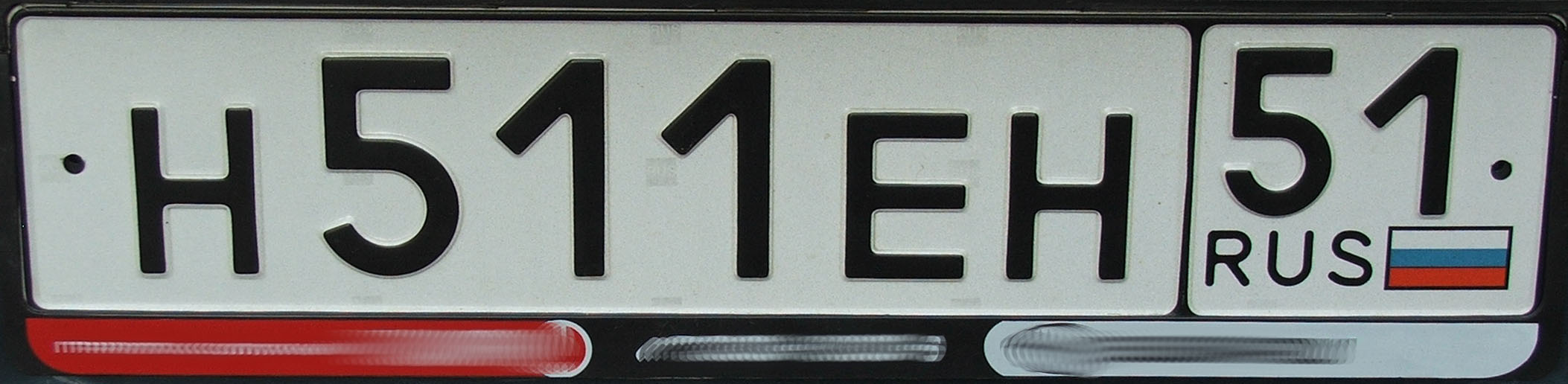
پلاک خودرو روسیه در سال ۲۰۰۷ -۵۱ثبت در اوبلاست مورمانک.

پلاک ماشین در کشور روسیه بعد از فروپاشی اتحاد جماهیر شوروی تغییر کرد. پلاک ماشین تا ۱۹۸۲ در شوروی سابق با حروف سفید روی زمینه سیاه نوشته می‌شد. پلاکها ترکیبی از چهار قسمت بود و دسته‌بندی شده با دو و سه حرف سیریلیک بود. در حال حاضر این حروف، حروف سیریلیک شبیه به حروف لاتین یعنی А, В, С, У, Е, Н, Х, Р, О, Т, М, К می‌باشد به‌علاوه Д که شکل دست‌نویس آن D است. حروف کوچکتر از اعداد مجاور نوشته شدند.